# Bigéne
Bigéne, auch Bigene, ist ein Verwaltungssektor im Nordwesten Guinea-Bissaus mit einer Fläche von 1082 km² und 51.412 Einwohnern (Stand 2007). und 51.412 Einwohnern.
Sein Hauptort ist Ingoré mit 7808 Einwohnern (Stand 2009). Der namensgebende Ort Bigene liegt etwa 40 km östlich und hat 1569 Einwohner (Stand 2009) in zwei Ortsteilen. Etwa parallel zum Grenzverlauf zum nahen Senegal verläuft hier eine Straße, die beide Orte verbindet, mit der Ortschaft Barro etwa auf der Mitte.